# Good bye, Lenin!
A Good bye, Lenin! egy 2003-ban bemutatott német filmdráma, amely humoros és tragikus elemeket vegyít. Az NDK bukása és a német újraegyesítés idején játszódó történet lényege, hogy egy testvérpár NDK-rajongó anyja hónapokra kómába esik, semmit sem tud a végbement változásokról, és amikor felébred, a gyerekek, hogy megkíméljék a túlzott izgalomtól, nem is árulják el neki, hogy mi történt időközben.
Számos elnyert díj és egyéb jelölés mellett 2004-ben jelölték a legjobb nem angol nyelvű filmnek járó Arany Glóbusz-díjra is.
Néhány kritikus a történelmi aspektusából eredően a két évvel korábban bemutatott Moszkva tér című magyar filmvígjátékkal állította párhuzamba.

## Cselekmény
|  | Alább a cselekmény részletei következnek! |

A történet eleje még 1978-ban játszódik, amikor a gyerekek, Alex és Ariane, a tévében az első német űrhajós, Sigmund Jähn űrutazásáról szóló szovjetpropaganda-szerű tudósítást nézik. Ekkor derül ki, hogy apjuk a közelmúltban nyugatra szökött, ezért az anyát az állami szervek folyamatosan zaklatják. Az ezek okozta depresszióból az anya hamarosan úgy keveredik ki, hogy lelkes NDK- és szocializmusrajongóvá, sőt, aktivistává válik, amiért később még rangos állami kitüntetést is kap.
A történet ezután 1989. október 7-én folytatódik tovább, amikor az NDK a 40. születésnapját ünnepli, de a változások szele már érezhető. Egy kisebb csoport sajtószabadságot követelve tüntetést is rendez este, amelyen részt vesz az azóta fiatal felnőtté vált Alex is. Véletlenül arra járó anyjuk meglátja, ahogy a rendőrök erőszakkal verik szét a tüntetést, és saját fiát is elhurcolják. Ettől infarktust kap és összeesik. Hónapokig kómában marad, ezalatt pedig lejátszódik a német újraegyesítés és az áttérés a kapitalizmusra. Mikor felébred, az orvos szigorúan előírja, hogy a lábadozó nőt kímélni kell minden izgatottságtól, mert különben újabb, akár halálos infarktust is kaphat.
Alex tudja, hogy ha anyja megtudná, milyen történelmi változások mentek végbe, az akkora érzelmi sokkot jelentene neki, hogy az életét veszélyeztetné. Ezért azt találja ki, hogy visszarendezi már nyugatiasra átalakított otthonát régi stílusúvá, ő maga is „szocialista stílusú” ruhákban mutatkozik csak anyja előtt, és többi ismerősét is erre kéri. Egyre nagyobb nehézséget okoz azonban neki a „régi világ” egyre nagyobb fokú újjáélesztése: kiderül, hogy a jól megszokott termékeket, például a híres spreewaldi uborkát már nem lehet beszerezni sehol. Ezért nagy nehezen, akár kukákból is, összegyűjti a régi termékek csomagolásait, és az új termékeket titokban áttölti azokba. Denis nevű, amatőr videós barátja pedig abban van a segítségére, hogy tévéműsorokat, híradókat hamisítanak, és azokat mutatják be az anyának.
Egyik nap, amikor az addig ágyhoz kötött anya meglátja, hogy kisunokája megtanult járni, ő is elhatározza, hogy megpróbál lábra állni. Sikerül neki, így kimegy az utcára, és sok olyan dolgot meglát, amit „nem szabadott volna” neki. Alexék visszaviszik a szobájába és azt a magyarázatot hitetik el vele (újabb hamisított híradó segítségével), hogy a nyugatnémetek tömegesen menekülnek át keletre. Az anyának erről eszébe jut, hogy hol fog élni az a sok menekült, erről pedig eszébe jut régi vidéki nyaralójuk. Egyik nap a család Arianéék vadonatúj Trabantjával ki is utazik a nyaralóba, ahol az anya elkezd őszintén beszélni arról, hogy amikor férje nyugatra ment, ő is szeretett volna utána menni, de félt tőle, hogy két gyerekével együtt ez nem sikerülne, ezért maradt keleten. Bevallja, hogy az apa folyamatosan küldött leveleket a családjának, csak ő azokat a konyhaszekrény mögé rejtette. Kinyilvánítja azt a kívánságát is, hogy szeretné még egyszer viszontlátni a férjét. Valószínűleg ezek az emlékek kavarják fel annyira, hogy újra infarktust kap, és kórházba kell szállítani.
Ariane a konyhaszekrény mögött megtalálja a leveleket, amiből kiderül, hol él az apjuk. Alex elmegy hozzá, és elmagyarázza neki a helyzetet, ezért az apa rá is szánja magát, hogy meglátogassa a kórházban fekvő, és egyre rosszabb állapotban levő feleségét. Mindenki egyre biztosabb benne, hogy a nő hamarosan meghal, ezért Alex úgy dönt, még „megrendez” egy utolsó nagy „NDK-születésnapot”. Ebben segítségére lesz gyermekkori példaképe, a korábbi űrhajós, de most már taxisofőrként dolgozó Jähn, akivel véletlenül találkozik. Denisszel régi hírműsorok és Jähn segítségével elkészítenek egy olyan hírműsort, ami arról szól, hogy Erich Honecker lemond, az új elnök pedig Jähn lesz, aki megnyitja a határokat a nyugatiak előtt. Néhány nappal később az anya valóban meghal. Alex azt mondja, talán jobb is, hogy soha nem tudta meg az igazságot, mert így boldogan halhatott meg.
|  | Itt a vége a cselekmény részletezésének! |

## Szereplők
- Daniel Brühl ... Alex, az egyik testvér
- Katrin Sass ... az anya
- Maria Simon ... Ariane, a másik testvér
- Chulpan Khamatova ... Lara
- Florian Lukas ... Denis
- Alexander Beyer ... Rainer
- Burghart Klaußner ... Robert, az apa
- Michael Gwisdek ... Klapprath
- Christine Schorn ... Frau Schäfer
- Jürgen Holtz ... Herr Ganske
- Jochen Stern ... Herr Mehlert
- Stefan Walz ... Sigmund Jähn, az űrhajós

## Díjak és jelölések
| 2003 | ACCA-díj                                   | Legjobb nem angol nyelvű film            |                                    | 2. hely  |
| 2004 | Amerikai vígjátékfesztivál                 | Legjobb nem angol nyelvű film            |                                    | Elnyerte |
| 2004 | Arany Derby-díj                            | Legjobb nem angol nyelvű film            |                                    | Jelölés  |
| 2004 | Arany Glóbusz                              | Legjobb nem angol nyelvű film            |                                    | Jelölés  |
| 2005 | Arany Tréler-díj                           | Legjobb külföldi független film          |                                    | Jelölés  |
| 2005 | Argentin filmkritikusok egyesületének díja | Legjobb nem spanyol nyelvű film          |                                    | Jelölés  |
| 2004 | BAFTA-díj                                  | Legjobb nem angol nyelvű film            |                                    | Jelölés  |
| 2004 | Bajorországi filmdíj                       | Közönségdíj                              |                                    | Elnyerte |
| 2003 | Bambi-díj                                  | Bambi-díj                                |                                    | Elnyerte |
| 2003 | Berlini Nemzetközi Filmfesztivál           | Kék Angyal                               |                                    | Elnyerte |
| 2003 | Berlini Nemzetközi Filmfesztivál           | Arany Medve                              |                                    | Jelölés  |
| 2004 | Bodil-díj                                  | Legjobb nem amerikai film                |                                    | Elnyerte |
| 2003 | Capri-díj                                  | Európai Capri                            |                                    | Elnyerte |
| 2004 | César-díj                                  | Legjobb EU-s film                        |                                    | Elnyerte |
| 2004 | David di Donatello-díj                     | Legjobb európai film                     |                                    | Jelölés  |
| 2004 | DGGB-díj                                   | Kimagasló rendezői érdem                 | Wolfgang Becker                    | Elnyerte |
| 2003 | Euregio-díj                                | Legjobb Alsdorfban bemutatott német film |                                    | Jelölés  |
| 2003 | Európai Filmdíj                            | Közönségdíj a legjobb rendezőnek         | Wolfgang Becker                    | Elnyerte |
| 2003 | Európai Filmdíj                            | Közönségdíj a legjobb férfi színésznek   | Daniel Brühl                       | Elnyerte |
| 2003 | Európai Filmdíj                            | Közönségdíj a legjobb színésznőnek       | Katrin Sass                        | Elnyerte |
| 2003 | Európai Filmdíj                            | Legjobb film                             |                                    | Elnyerte |
| 2003 | Európai Filmdíj                            | Legjobb színész                          | Daniel Brühl                       | Elnyerte |
| 2003 | Európai Filmdíj                            | Legjobb forgatókönyv                     | Bernd Lichtenberg                  | Elnyerte |
| 2003 | Európai Filmdíj                            | Legjobb rendező                          | Wolfgang Becker                    | Jelölés  |
| 2003 | Európai Filmdíj                            | Legjobb színésznő                        | Katrin Sass                        | Jelölés  |
| 2003 | Flaiano filmfesztivál                      | Legjobb nem olasz film                   |                                    | Elnyerte |
| 2004 | Goya-díj                                   | Legjobb európai film                     |                                    | Elnyerte |
| 2004 | Guldbagge-díj                              | Legjobb nem svéd film                    |                                    | Jelölés  |
| 2004 | Londoni kritikusok körének díja            | Az év legjobb nem angol nyelvű filmje    |                                    | Elnyerte |
| 2003 | Német Arany képernyő-díj                   |                                          |                                    | Elnyerte |
| 2004 | Német kameradíj                            | Legjobb játékfilm                        |                                    | Jelölés  |
| 2002 | Német Filmdíj                              | Legjobb forgatókönyv                     | Wolfgang Becker, Bernd Lichtenberg | Elnyerte |
| 2003 | Német Filmdíj                              | Közönségdíj                              | Az év legjobb német filmje         | Elnyerte |
| 2003 | Német Filmdíj                              | Legjobb játékfilm                        |                                    | Elnyerte |
| 2003 | Német Filmdíj                              | Legjobb férfi főszereplő                 | Daniel Brühl                       | Elnyerte |
| 2003 | Német Filmdíj                              | Legjobb férfi mellékszereplő             | Florian Lukas                      | Elnyerte |
| 2003 | Német Filmdíj                              | Legjobb rendező                          | Wolfgang Becker                    | Elnyerte |
| 2003 | Német Filmdíj                              | Legjobb szerkesztés                      | Peter R. Adam                      | Elnyerte |
| 2003 | Német Filmdíj                              | Legjobb tervezés                         | Lothar Holler                      | Elnyerte |
| 2003 | Német Filmdíj                              | Legjobb filmzene                         | Yann Tiersen                       | Elnyerte |
| 2003 | Német Filmdíj                              | Legjobb női főszereplő                   | Katrin Sass                        | Jelölés  |
| 2003 | Német Filmdíj                              | Legjobb női mellékszereplő               | Maria Simon                        | Jelölés  |
| 2004 | Olasz filmes újságírók díja                | Legjobb nem olasz rendező                | Wolfgang Becker                    | Jelölés  |
| 2004 | Robert fesztivál-díj                       | Legjobb nem amerikai film                |                                    | Elnyerte |
| 2004 | Sant Jordi-díj                             | Legjobb nem spanyol film                 |                                    | Elnyerte |
| 2003 | Turia-díj                                  | Legjobb nem spanyol film                 |                                    | Elnyerte |
| 2003 | Valladolidi nemzetközi filmfesztivál       | A zsűri különleges díja                  |                                    | Elnyerte |
| 2003 | Valladolidi nemzetközi filmfesztivál       | Arany Tüske                              |                                    | Jelölés  |